# Alouette de Benguela
Certhilauda benguelensis
Espèce
Statut de conservation UICN

 DD  : Données insuffisantes
L’Alouette de Benguela (Certhilauda benguelensis) est une espèce de passereaux de la famille des Alaudidae.

## Répartition et sous-espèces
Son aire s'étend à travers le Kaokoveld.
Selon la classification de référence du Congrès ornithologique international (15.1, 2025) elle se répartit en deux sous-espèces (ordre phylogénique) du nord au sud :
- C. b. benguelensis (Sharpe, 1904)
- C. b. kaokoensis Bradfield, 1944

## Systématique
Le nom valide complet (avec auteur) de ce taxon est Certhilauda benguelensis (Sharpe, 1904).